# Садовый, Василий Григорьевич
Василий Григорьевич Садовый (1896, село Галичаны, Австро-Венгрия, теперь в Городокской общине Львовской области — 3 декабря 1950, город Львов) — украинский советский деятель, рабочий-токарь, заместитель председателя Львовского горисполкома, председатель Шевченковского райисполкома города Львова. Депутат Верховного Совета СССР 1-3-го созывов (в 1940—1950 годах).

## Биография
Родился в крестьянской семье. Рано потерял отца. Трудовую деятельность начал в пятнадцатилетнем возрасте учеником токаря в частной механической мастерской в городе Львове.
Участник Первой мировой войны: служил рядовым в австро-венгерской армии. Попал в русский плен. В 1918 году вернулся во Львов, некоторое время был безработным.
С 1921 года работал токарем во Львовских железнодорожных мастерских (с 1939 года — на Львовском паровозовагоноремонтном заводе). Принимал участие в деятельности кооперативного общества «Украинский рабочий союз».
После присоединения Западной Украины к СССР в сентябре 1939 года избирался депутатом Народного Собрания Западной Украины, выступал с докладом о национализации промышленности. Был председателем рабочего комитета Львовских железнодорожных мастерских, возглавлял комитет профессиональных союзов Львовского паровозовагоноремонтного завода.
Во время Великой Отечественной войны находился в эвакуации. Работал токарем на Саратовском металлообрабатывающем (машиностроительном) заводе и мастером производственного обучения в школе фабрично-заводского обучения (ФЗО). Член ВКП(б) с 1942 года.
В 1944—1946 годах — заместитель председателя исполнительного комитета Львовского городского совета депутатов трудящихся Львовской области.
с 1946 по 3 декабря 1950 года — председатель исполнительного комитета Шевченковского районного совета депутатов трудящихся города Львова.

## Награды
- орден «Знак Почета» (23.01.1948)
- медаль «За доблестный труд в Великой Отечественной войне 1941—1945 годов»